# Zelencyrtus latifrons
Zelencyrtus latifrons är en stekelart som beskrevs av John S. Noyes 1988. Zelencyrtus latifrons ingår i släktet Zelencyrtus och familjen sköldlussteklar. Inga underarter finns listade i Catalogue of Life.